# Carlos Mariano Pérez
Carlos Mariano Pérez Eslava (Micaela Cascallares, 24 de noviembre de 1907 - Salta, 25 de marzo de 1985) fue un sacerdote salesiano argentino, que ejerció como primer Obispo de Comodoro Rivadavia y segundo Arzobispo de Salta.

## Biografía
Se trasladó muy joven a Italia, donde cursó estudios de teología en Instituto de la Crocetta y fue ordenado sacerdote en la ciudad de Turín en 1933.
En 1957 fue creada la diócesis de Comodoro Rivadavia, para la cual fue nombrado obispo el padre Pérez Eslava.
Participó de todas las sesiones del Concilio Vaticano II y decidió trasladar las reformas de la Iglesia Católica a su diócesis.
En 1964 fue trasladado a la Arquidiócesis de Salta, de la cual fue su segundo arzobispo. En esta ciudad también se esforzó por adaptar rápidamente las instituciones a las reformas impuestas por el Concilio. En 1965 abrió la primera "Casita de Belén", como refugio de niños necesitados. En octubre de 1966 inició la construcción de la Universidad Católica de Salta, que abrió sus puertas en 1969.
En 1974 presidió el VII Congreso Eucarístico Nacional, que sesionó en la ciudad de Salta, hecho que pasó relativamente desapercibido por la convulsión política reinante. Durante el Proceso de Reorganización Nacional pidió repetidamente por la humanización del trato de los detenidos sin proceso, en particular de los presos políticos, pidiendo también la libertad de los absueltos por la justicia.
En 1982 presidió las ceremonias de la celebración del cuarto centenario de la fundación de la ciudad de Salta.
En 1984, al producirse la restauración de la democracia en la Argentina, se pronunció enérgicamente en contra de las Madres de Plaza de Mayo y de la exhumación de cadáveres de víctimas del terrorismo de Estado.
Renunció a su cargo por razones de edad en enero de 1984 y falleció en la ciudad de Salta en marzo del año siguiente. Está sepultado en la Catedral de Salta, a los pies de la Virgen del Milagro.